# Frinico (comico)
Frinico, figlio di Eunomide (in greco antico: Φρύνιχος?, Phrýnichos; prima del 430 a.C. – dopo il 405 a.C.), è stato un commediografo greco antico della Commedia attica antica (Archaia).

## Biografia
Contemporaneo di Aristofane e di Eupoli, esordì, secondo il lessico Suida, nella 86ª Olimpiade (tra il 436 e il 432 a.C.) o, secondo lo scritto anonimo De comoedia, nel 429 a.C.
Ottenne due vittorie alle Lenee e almeno un successo alle Dionisie cittadine, verosimilmente da porsi intorno al 420 a.C. o dopo. 

## Opere
Secondo le fonti lessicografiche e didascaliche antiche, fu autore di dieci drammiː Ephialtes/Epialtes (Efialte/Incubo, tra 420 e 410 a.C.), Konnos (Conno, la commedia ricavava forse il titolo dal nome del noto maestro di musica di Socrate), Kronos (Crono, del 429 a.C. circa), Komastai (Comasti), Monotropos (Solitario, terzo posto alle Dionisie del 414 a.C.), Mousai (Muse, secondo posto alle Lenee del 405 a.C.), Mystai (Iniziati), Poastriai (Sarchiatrici, tra 420 e 410 a.C.), Satyroi (Satiri), Tragodoi ovvero Apeleutheroi (Tragedi ovvero Liberati).
Secondo alcuni studiosi, i drammi Konnos e Komastai andrebbero identificati con gli omonimi drammi portati in scena dal commediografo Amipsia (che forse collaborò con Frinico o mise in scena alcune sue commedie) in occasione degli agoni dionisiaci rispettivamente del 423 e del 414 a.C.
Della sua produzione poetica sono pervenuti solo 86 frammenti tutti di tradizione indiretta.